# Alias Grace
Alias Grace es una novela de ficción histórica de la escritora canadiense Margaret Atwood, publicada originariamente en 1996, ganadora del Giller Prize en Canadá.
El libro narra los famosos asesinatos de 1843 de Thomas Kinnear y de su ama de llaves y amante, Nancy Montgomery, en el oeste de Canadá. Dos sirvientes de la casa, Grace Marks y James McDermott fueron arrestados por el crimen. McDermott fue colgado y Marks, la protagonista de esta historia, fue sentenciada a cadena perpetua.
Aunque la novela está basada en estos hechos, Atwood construye una narración con un doctor ficticio, Simon Jordan, que investiga el caso para dictaminar si se trata de una femme fatale o una mujer de buen corazón, víctima de las circunstancias.

## Argumento
Grace Marks, la asesina convicta, trabaja ocasionalmente como sirvienta en la casa del gobernador de la cárcel en la que está presa. El comité de caballeros y señoritas de la Iglesia Metodista (protestante), dirigidos por el ministro, tienen la esperanza de que se le perdone la pena y sea liberada. Grace no recuerda el día del asesinato y por ese motivo el ministro contrata al psiquiatra Simon Jordan con el fin de que determine si realmente sufre algún problema mental o, sencillamente, es una asesina a sangre fría.
El doctor Jordan intenta que Grace hable de sus sueños y recuerdos, y, a pesar de la resistencia inicial, esta empieza a contarle su vida. Grace narra su infancia en Irlanda: la muerte de su madre o la adicción a la bebida de su padre, así como sus malos tratos e incluso un intento de violación por su parte. El doctor Jordan escucha a Grace con atención, a pesar de que él sabe que todas esas narraciones le son de poca a ayuda para ayudarla a ser libre.
Grace cuenta cuando empezó a trabajar de sirvienta, junto a Mary Whitney, su compañera de habitación y única amiga, la cual le enseñó todo lo que sabe. Sin embargo, no es hasta que Grace comienza a describir a James McDermott y la aventura que tenían Thomas Kinnear y Nancy Montgomery, cuando el Simon Jordan realmente se interesa por la historia. Pero, tras no llegar a ninguna conclusión relevante, y no pudiendo evitar más las presiones del Comité de Espiritualidad, el doctor Jordan cede el papel al doctor DuPont, el cual somete a neuro-hipnosis a la joven, y es en este momento cuando Mary Whitney toma el control del cuerpo de Grace y confiesa que ella poseyó el cuerpo de Grace el día de los asesinatos.
Tras estos extraños acontecimientos, el doctor Jordan termina un informe en el que sostiene que Grace sufrió un trastorno de doble personalidad. Acto seguido abandona la localidad y se une al Ejército de la Unión. Finalmente, Grace Marks consigue el perdón y la libertad, y, tras cambiar de nombre, se muda a Estados Unidos y comienza una nueva vida.
En la novela, al igual que en la vida real, nunca queda claro si Grace Marks realmente fue cómplice de los asesinatos o no.

## Personajes principales
- Grace Marks, la famosa asesina, la cual es finalmente perdonada. Grace mantiene una postura respetuosa, mostrándose menos inteligente y observadora de lo que realmente es; parece, ante todo, agradecida por el intento del ministro para conseguir su liberación. Es un narrador poco fiable, ya que mantiene que no recuerda nada del día de los asesinatos, cuando ella misma es una persona muy perspicaz y atenta.[3]

- Thomas Kinnear,  granjero escocés que es asesinado en su casa de Richmond Hill, Ontario.
- Nancy Montgomery, ama de llaves y amante de Thomas Kinnear, asesinada con él.
- James McDermott, empleado de Kinnear, encargado del mantenimiento de la casa. Condenado a muerte por el asesinato de Kinnear y Montgomery,  descrito como una persona de carácter fuerte, un irlandés rebelde, resentido con los ingleses.
- Simon Jordan, personaje inventado por Atwood, joven psiquiatra educado y con mundo especializado en la salud mental.
- Mary Whitney, la mejor amiga de la protagonista. Mary cree en ella misma y en Canadá como un lugar donde las mujeres trabajadoras pueden abrirse camino.
- Jeremiah Pontelli, el doctor Jerome Du Pont es un hipnoterapeuta que conoce a Grace cuando trabaja como sirvienta en Richmond Hill.

## Marco histórico
Grace Marks nació en 1826 en Irlanda y vivió cerca de Toronto desde los doce hasta los dieciséis años, cuando el famoso asesinato tuvo lugar. Estuvo en la cárcel de Kingston, Ontario, durante quince años (hasta 1859) justo el momento en el que la novela comienza.
El estudio de la salud mental, llamado «alienismo», estaba en desarrollo en aquella época. Primeramente se estudió en Europa y abogaba que algunos reclusos deberían ser tratados como pacientes en lugar de presos. Aunque la era Victoriana fue una época de progreso científico, mucha gente estaba interesada en lo paranormal y el ocultismo, y es por esto que el espiritualismo o la hipnosis eran vistos como métodos legítimos de investigación.
Atwood eligió Richmond Hill, Ontario como emplazamiento de la granja de Kinnear, en el Alto Canadá.

## Acontecimientos políticos
La Rebelión del Bajo Canadá (1837) había tenido lugar seis años antes del asesinato de Kinnear y Montgomery, pero aun así seguía afectando al sentimiento público. La Revolución aterrorizó a la clase alta; las reformas del Gobierno, hechas tras la Revolución, redujeron la corrupción y restringieron el poder de las oligarquías. La idea de que las clases bajas pudieran mejorar de rango social a través del trabajo y la inteligencia (en lugar de la herencia) estaba volviéndose aceptable en Estados Unidos, lo cual provocó que la aristocracia canadiense se sintiese amenazada.
Para entender los conflictos de la novela es importante destacar el enfrentamiento entre ingleses y los irlandeses (the Irish Question). En la época de la Gran hambruna irlandesa, muchos tuvieron que inmigrar a Toronto, donde eran odiados y culpados de las enfermedades.

## Temas

### Historia de las mujeres
Atwood normalmente utiliza imágenes como coser u otras tareas domésticas en sus novelas, mostrando así la creatividad de las mujeres. Grace narra su vida al doctor cronológicamente y, según lo hace, reflexiona acerca de sus experiencias vividas y sufridas, en parte, por ser una mujer. En la sociedad victoriana, las mujeres de todas las clases sociales debían ser controladas por  los hombres (sus padres, sus maridos o los doctores) y en ocasiones eran internadas por no someterse al control primordial de una cultura hegemonicamente masculina y patriarcal.
El feminismo aparece representado en la novela principalmente a través de personaje de Mary Whitney, una mujer que no se deja dominar y que quiere elegir su propio futuro, lo cual le conduce a una dolorosa muerte. Esta juega un papel fundamental ya que es el principal modelo vital de tiene Grace Marks.

### Identidad
Los dos principales factores utilizados para medir la identidad en la novela son el género y la clase social. Grace Marks era una mujer de clase baja, lo cual implica un doble rasero frente al crimen: algunos la consideraban tan indefensa y tonta que buscaban su inocencia y perdón, mientras que otros creían que era una asesina calculadora y de sangre fría. El propio título da una idea acerca del tema, pues los «alias», tanto de la protagonista como de otros personajes como el doctor Jerome Du Pont, desempeñan un papel relevante en la novela.

## Adaptaciones
En 2012, Sarah Polley anunció que convertiría Alias Grace en una película. Este proyecto evolucionó en una miniserie que fue emitida en el canal CBC Television en Canadá durante los meses de octubre y noviembre de 2017, y, gracias a la plataforma de streaming Netflix, esta llegó a todo el mundo.